# Frederic II de Lorena
Frederic II (~995 - ~1026) fou comte de bar i duc d'Alta Lotaríngia, associat al seu pare, que li va sobreviure. Era fill de Teodoric I de Bar i de Lorena i de Riquilda de Lunéville.
El seu pare el va associar al govern del ducat el 1019. A la mort de l'emperador Enric II el 1024, es va revoltar junt amb Ernest II de Suàbia, duc de Suàbia, contra el seu successor Conrad II, però el va acabar reconeixent. Va morir el 1026.
S'havia casat amb Matilde de Suàbia (v. 988 -1031/1032), filla d'Herman II de Suàbia, duc de Suàbia, i de Gerberga de Borgonya, germana de Gisela, esposa del duc Enric II de Baviera, i van tenir:
- Sofia (1018 -1093), comtessa de Bar i de Mousson, casada el 1037 amb Lluís (mort el 1073), comte de Montbéliard
- Frederic III (1020 -1033), comte de Bar, duc de Lorena
- Beatriu (morta el 1076), casada el 1037 amb Bonifaci III, marquès de Toscana (mort el 1052), i després el 1054 amb Godofreu II (mort el 1069), Duc de Baixa Lotaríngia. Fou la mare de Matilde de Toscana o de Canossa.